# Lena Valaitis
Lena Valaitis (Memel, 7 septembre 1943) est une chanteuse de Schlager germano-lituanienne. Elle a fini deuxième au Concours Eurovision de la chanson 1981.